# کاتسوجی موریشیتا
کاتسوجی موریشیتا (انگلیسی: Katsuji Morishita؛ زادهٔ) پویانما، و تهیه‌کننده فیلم است.